# 네이마르
네이마르 다 시우바 산투스 주니오르(브라질 포르투갈어: Neymar da Silva Santos Júnior, 브라질 포르투갈어 발음: [nejˈmaʁ dɐ ˈsiwvɐ ˈsɐ̃tus ˈʒũɲoʁ]; 1992년 2월 5일~)는 브라질의 축구 선수이다.
네이마르는 3개의 클럽에서 100골을 넣었고, 이를 달성한 4명의 축구 선수 중 한명이다.

## 생애
네이마르는 상파울루 모지다스크루지스에서 네이마르 산토스 시니어와 나딘 다 실바 사이에서 태어나 기독교 가정에서 자랐다. 그는 축구 선수 출신인 아버지로부터 이름을 물려받았다. 네이마르의 재능이 커지면서 아버지는 아들의 축구 조언자가 됐다. 네이마르는 아버지의 역할에 대해 "아버지는 내가 어렸을 때부터 내 곁에 계셨다. 그는 내 일, 내 돈, 내 가족을 돌봐주셨다." 라고 말했다. 자라면서 네이마르는 축구와 길거리 풋살을 결합했다. 네이마르는 풋살은 자신의 기술과 좁은 공간에서의 동작을 발전시키는 데 큰 영향을 미쳤다고 말했다.
2003년, 네이마르는 가족과 함께 상비센치로 이사를 갔고, 그곳에서 그는 청소년팀인 포르투갈에사 산티스타에서 뛰기 시작했다. 그 후, 2003년에 네이마르가 산투스 FC로 이적함에 따라 네이마르의 가족도 산투스로 이사갔다. 네이마르의 가족은 네이마르가 젊을 때 성공해서 산토스의 홈구장인 빌라 벨미로 옆에 있는 첫 번째 집을 구입했다. 그들의 가족생활의 질은 향상되었고, 네이마르는 15세 때 월 1만 리알, 16세 때 125,000 리알을 벌었다. 17세 때, 그는 첫 프로 계약을 체결하고, 산토스 1군으로 승격하여 첫 스폰서 계약을 체결했다.

## 클럽 경력

### 산투스 FC

#### 유소년
네이마르는 어린 나이에 축구를 시작했고 곧 산투스의 눈에 띄었다. 산투스는 펠레 호비뉴등의 스타들을 배출했다. 산투스는 2003년에 그에게 계약을 제안했다. 14세 때 네이마르는 레알 마드리드의 유소년 팀에서 테스트를 받기 위해 스페인을 방문했는데, 당시 레알 마드리드는 호나우두, 지네딘 지단, 데이비드 베컴, 호베르투 카를로스, 호비뉴와 같은 스타들을 보유하고 있었다. 하지만 그의 아버지가 네이마르가 산투스에서 뛰는 것을 원했기 때문에 때문에 그는 레알 마드리드에 머물지 않았다.

#### 2009년 데뷔 시즌
네이마르는 불과 17살임에도 불구하고 2009년 3월 7일 프로 데뷔를 했다. 그는 외스테와의 경기에서 후반 30분 교체 투입되었고, 팀은 2-1로 이겼다. 다음 주, 네이마르는 산투스에서의 첫 골을 넣었다. 한 달 후인 4월 11일, 네이마르는 2009년 캄페오나투 파울리스타 준결승 1차전에서 팔메이라스에게 결승골을 넣어 2-1로 팀의 승리를 이끌었다. 하지만 결승전에서 산토스는 코린치앙스에게 4-2로 패했다. 네이마르는 첫 시즌에 48경기에서 14골을 넣었다.

#### 2010 시즌
"네이마르는 좋은 전망의 18살 축구선수입니다. 네이마르는 날렵하고 능숙하게 양쪽 수비수의 압박에서 벗어 날 수 있고 있고, 페널티 박스 안에서 활용할 수 있는 개인기가 다양합니다."
네이마르는 2010년에도 상승세를 이어갔고, 2010년 4월 15일 브라질컵 예선전에서 산토스 소속으로 5골을 넣어 팀을 8-1 승리로 이끌었다. 네이마르가 19경기에서 14골을 넣은 2010년 캄페오나토 파울리스타 이후,
 산투스는 결승전에서 산토 앙드레를 상대로 5-5의 승리를 거두며 챔피언에 올랐다. 네이마르는 대회에서 가장 뛰어난 선수상을 받았다. 산토스에서의 네이마르의 활약은 호비뉴와 브라질의 전설 펠레를 포함한 다른 브라질의 스타 축구 선수들과 비슷했다.
2010년, 산토스는 잉글랜드 프리미어리그의 웨스트햄 유나이티드로부터 1200만 파운드의 네이마르 영입 제의를 거절했고, 이후 또 다른 잉글랜드 클럽인 첼시로부터 2천만 파운드의 영입 제안을 거절하였다. 산토스가 네이마르의 판매를 거절하고 네이마르가 "나는 산토스에게만 집중하고 있다"고 주장했음에도 불구하고, 그의 에이전트인 바그너 리베이로는 네이마르가 "그는 세계 최고의 선수가 되고 싶어한다.브라질에서 뛰는 동안 그럴 가능성은 전혀 없다고 말했다. 1년 뒤 네이마르는 데일리 텔레그래프와의 인터뷰에서 "유럽에서 뛰는 것"은 "꿈"이었기 때문에 첼시의 관심에 만족했다고 인정했지만, 브라질에 남아 있는 것은 옳은 결정이었다고 말했다.
2010년 11월 30일, 산투스는 투자 그룹 TEISA에 네이마르의 향후 이적료의 5%를 3,549,900 R$(150만 유로)에 매각했다. 그 전 해에 그의 가족은 네이마르의 스포츠 권리의 40%를 산투스 축구 클럽의 오랜 전략적 파트너였던 DIS 에스포르테 그룹에 팔았다.
60경기에서 42골을 넣으며 2010시즌을 마무리한 네이마르의 첫 두 시즌은 매우 성공적이었지만 네이마르는 몸싸움을 하기보다는 태클을 당하면 큰 동작으로 넘어지는 할리우드 액션이 문제로 드러났다. 2010년 9월 15일 아틀레티코 고이아니엔스와의 경기에서 산투스 감독 도리발 주니오가 네이마르에게 반칙을 한 것에 대한 페널티킥을 네이마르가 아닌 다른 선수가 차게하면서 주목을 받았다. 그의 결정은 네이마르가 코파 브라질 결승전에서 산투스가 우승했더라도 중요한 페널티킥을 두 번 놓쳤다는 것 때문이었다. 이에 대해 네이마르는 감독에게 등을 돌렸고, 주장 에듀 드라세나와 언쟁을 벌여야 했다. 도리발 주니오르 감독이 네이마르의 2주간 출전 정지를 희망했지만 이사회가 네이마르의 편을 들어 곧바로 감독을 해임했다. 네이마르의 사과에도 불구하고 태도에 대한 의문이 있었다. 2010년 12월, 18세의 나이로 네이마르는 안드레스 달레산드로와 후안 세바스티안 베론에 이어 2010년 남미 올해의 축구 선수 3위에 올랐다.

#### 2011년 푸스카스상 수상

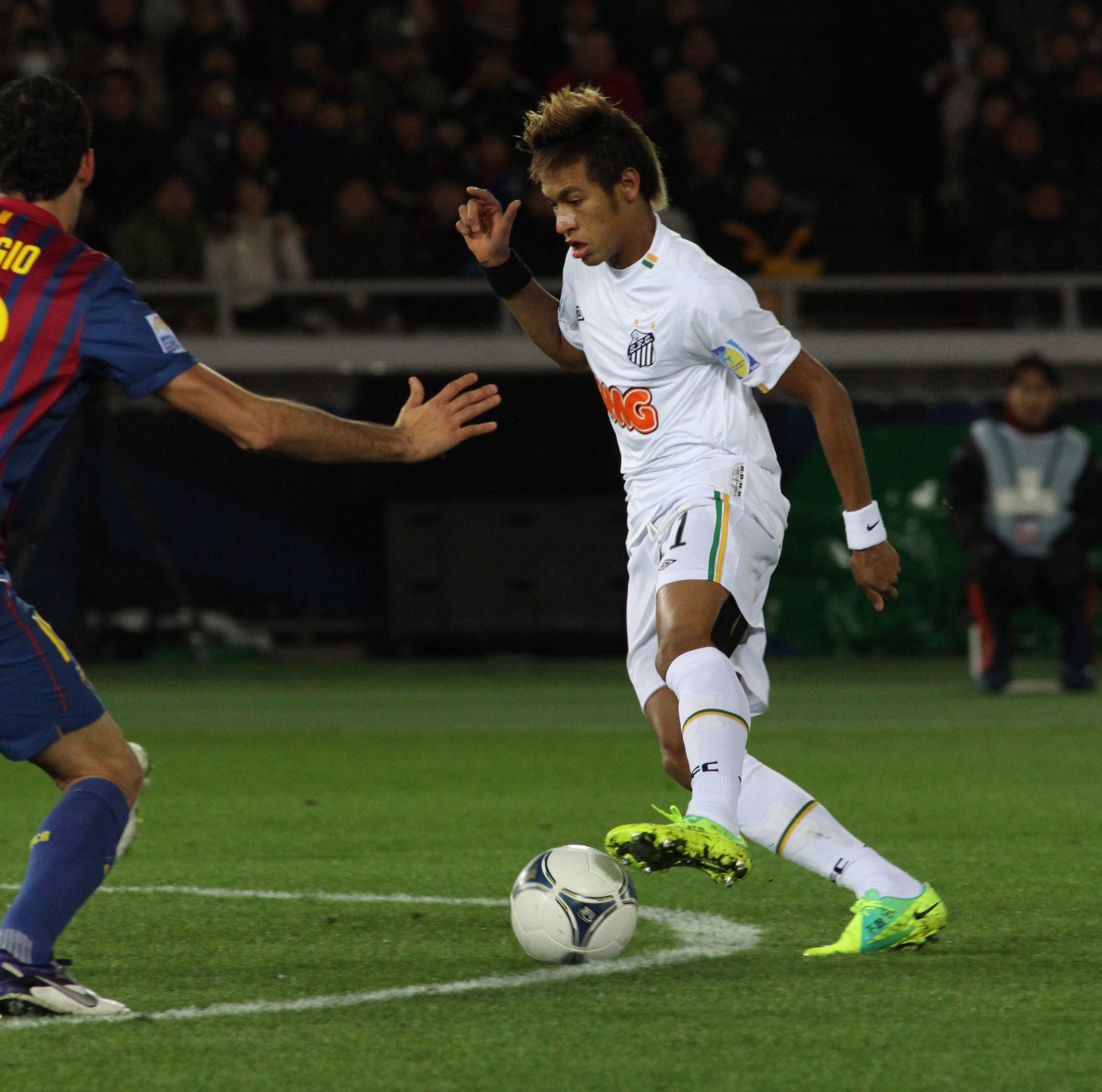
네이마르가 2011년 일본 요코하마에서 열린 FIFA 클럽 월드컵에서 바르셀로나와 경기하는 모습

네이마르는 산토스가 2011년 코파 리베르타도레스 결승에 진출하는 동안 6골을 넣어 3번째 득점왕에 올랐다. 산투스가 준결승에서 세로 포르테뇨를 상대로 합계 4-3으로 이긴 결승골도 포함되었다. 2강전 결승에서 산토스는 우루과이의 페냐롤과 맞붙어 1차전에서 0-0으로 비겼다. 2차전 홈에서 네이마르는 후반 46분에 선제골을 넣었고 산투스는 2-1로 승리했다. 네이마르는 맨 오브 더 매치 상을 받았다. 이번 우승으로 산투스는 1963년 브라질의 전설 펠레 이후 처음으로 우승컵을 안았다.
2011년 9월, 루이스 리베이루 산투스 구단 회장은 네이마르와 레알 마드리드가 사전 계약을 체결하려 했다는 보도가 나오자 레알 마드리드를 FIFA에 보고하겠다고 위협했고, 레알 마드리드는 그러한 계약이 성립되지 않았다고 부인했다. 2011년 11월 9일, 네이마르와 산투스는 2014년 브라질 월드컵 이후까지 구단에 남을 수 있는 계약 연장에 합의했다. 보도에 따르면 이번 계약으로 네이마르의 임금은 유럽의 유명 구단들이 네이마르에게 지불 할 수준으로 50% 인상되었다. 2011년 12월 14일, 네이마르는 일본 도요타의 토요타 스타디움에서 열린 FIFA 클럽 월드컵 준결승전에서 가시와 레이솔을 3-1로 꺾으면서 산투스의 선제골을 넣었지만, 2011년 12월 18일 결승전에서 바르셀로나FC를 상대로 골을 넣지는 못했고, 산투스는 4-0으로 패해 준우승을 차지했다. 그는 브라질 리그 플라멩고와의 5-4로 패한 경기에서 골을 넣어 2011 FIFA 푸스카스상을 수상했다. 2011년 12월 31일, 그는 디에고 마라도나, 로마리오, 펠레, 지코의 뒤를 이어 사상 처음으로 2011년 남미 올해의 축구 선수상을 수상했다.

#### 2012 시즌
2012년 2월 5일, 네이마르가 20살이 되던 해, 네이마르는 캄페오나토 파울리스타에서 열린 팔메이라스를 상대로 프로 축구 선수로서의 100번째 골을 넣었다. 2012년 2월 25일에 네이마르는 2골을 넣었고, 그 중 한 골은 23미터 거리에서 터졌다. 2012년 3월 7일, 네이마르는 라이벌인 인테르나치오날레와의 코파 리베르타도레스 조별리그 경기에서 해트트릭을 기록했다. 3월 29일, 그는 과라팅게타와의 경기에서 2골을 넣어 5-0 승리를 이끌었다. 2012년 4월 29일 상파울루와의 경기에서 네이마르는 해트트릭을 기록하며 3-1로 경기를 마쳤다. 그 후, 그는 2012년 캄페오나토 파울리스타 결승전에서 과라니와의 1, 2차전에서 2골을 넣었고, 이 경기는 합계 7-2로 끝났다. 네이마르는 2012년 캄페오나투 파울리스타 대회를 20골로 마치고 최우수선수와 최우수 포워드로 뽑혔고 산투스는 챔피언에 올랐다. 네이마르는 산토스가 준결승전에서 코린치앙스에게 두 경기 넘게 패한 후, 8골로 코파 리베르타도레스 공동 득점왕에 올랐다.
2012년 8월 25일, 팔메이라스와의 원정 경기에서 2골을 넣었고, 팀의 2-1 승리를 이끌었다. 2012년 11월 3일, 크루제이루에서 열린 브라질 세리 A 원정 경기에서 네이마르는 해트트릭을 기록하고 펠리페 앤더슨의 골을 도와 팀의 4-0 승리를 도왔다. 네이마르는 2012년 시즌을 멋지게 마무리하였고, 2012년 12월 1일, 산토스와의 홈 경기에서 빅토르 안드라데의 동점골을 넣은 후, 2골을 넣어 3-1 승리를 안겨주었다. 네이마르는 2012년 레코파 수다아메리카나 최우수 선수로 뽑혔고, 2차전에서 골을 넣어 합계 2-0으로 우승을 차지했다. 그는 2012년 캄페오나투 브라질레이루 세리에 A를 14골로 마치고 최우수 포워드로 뽑혔다. 네이마르는 골든볼, 아서 프리덴라이히 상, 아르만도 노게이라 트로피를 수상하며 2012년 시즌을 마쳤다. 그는 2012년 FIFA 푸스카스상 최종 후보 3명 중 한 명이었으며 미로슬라프에 밀려 준우승을 차지했다. 그는 2012년 남미 올해의 축구 선수상을 수상하여, 호나우지뉴와 같은 선수들보다 어린 나이에 수상했다.

#### 2013 산토스에서의 마지막 시즌
네이마르는 2013년 캄페오나투 파울리스타 2013년 1월 19일 상파울루와의 경기에서 2골을 넣으며 3-1 승리를 거두었다. 나흘 후인 2013년 1월 23일, 네이마르는 보타포고와의 경기에서 다시 골을 넣어 3-0 승리를 이끌었다. 2013년 2월 3일 상파울루와의 경기에서 네이마르의 득점과 2도움으로 산토스가 3-1로 이겼다. 2013년 3월 18일, 네이마르는 "바르셀로나, 레알 마드리드, 첼시와 같은 큰 클럽에서 뛰는 꿈"을 꿨다고 말했다. 하지만 그는 "내가 언제 산투스를 떠날지 추측하는 것은 의미가 없다. 떠나고 싶을 때 떠나겠다."라고 이야기했다.
네이마르는 4월 13일 파울리스타에서 산토스가 우니앙 바르바렌스를 4-0으로 꺾으면서 네 골을 모두 넣고 한 골은 막혔다. 2013년 4월 25일, 그의 에이전트와 아버지는 네이마르가 2014년 FIFA 월드컵 전에 유럽으로 떠날 계획이라고 밝혔다. 5월 26일 플라멩고와의 산투스 마지막 경기를 앞두고 네이마르는 국가 연주 도중 눈물을 흘렸다.

### 바르셀로나

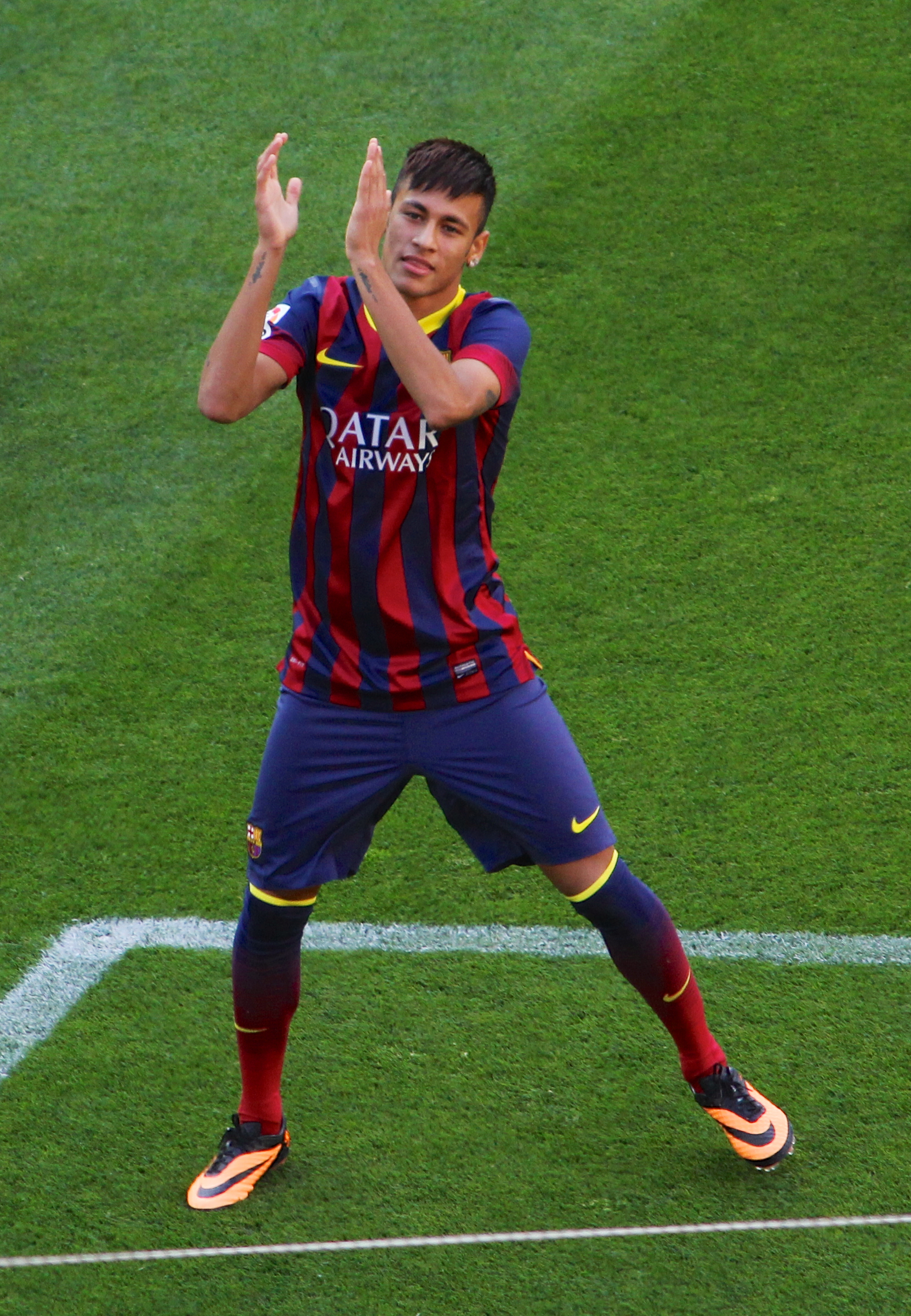
2013년 6월 바르셀로나에 입단한 네이마르

2013년 5월 24일, 산토스는 네이마르에게 에게 두 번의 이적 제의를 받았다고 발표했다. 그리고 네이마르는 2013년 5월 27일에 바르셀로나와 계약하고 2013년 FIFA 컨페더레이션스컵에 출전한 후 바르셀로나에 합류할 것이라고 발표했다. 네이마르와 구단은 그가 5년 계약을 체결했다고 말하는 것 외에는 이적료나 개인 조건에 대한 세부 사항을 공개하지 않았다. 2013년 6월 3일, 네이마르는 메디컬 테스트를 통과하고 2018년 6월까지 바르셀로나와 계약했다.
네이마르는 캄프 누에서 브라질 선수로는 최다인 56,500명의 팬 앞에 모습을 드러냈다. 바르셀로나 부회장 호세프 마리아 바르토메우는 네이마르의 이적료는 5710만 유로이며 그의 방출 조항은 1억 9000만 유로라고 말했다. 바르셀로나의 주치의는 스페인 축구에서 몸싸움을 버틸 수 있으려면 살을 찌워야 한다고 네이마르에게 제안했다.

#### 2013-14 시즌
2013년 7월 30일, 바르셀로나는 레히아 그단스크와의 프리시즌 친선 경기에서 2-2로 비겼다. 그는 8월 7일, 라차망칼라 스타디움에서 열린 태국 XI와의 경기에서 첫 골을 넣었다.
네이마르는 레반테와의 라리가 2013-14 개막전에서 알렉시스 산체스와 63분에 교체 투입되며 공식 경기에 데뷔했다. 8월 21일, 그는 아틀레티코 마드리드와의 2013 수페르코파 데 에스파냐 1차전에서 페드로와 교체 투입된 지 7분 만에 다니 아우베스의 크로스를 헤딩으로 연결해 골을 넣었다. 바르셀로나는 1-1로 비겼고, 원정 다득점 규칙에 따라 네이마르는 바르셀로나에서의 첫 트로피를 들어올렸다. 9월 18일, 그는 챔피언스 리그에 처음 출전하여 제라르드 피케의 골을 도왔고, 바르셀로나는 AFC 아약스와의 2013-14 시즌 개막전에서 4-0으로 이겼다.
6일 후, 네이마르는 캄프 누에서 열린 레알 소시에다드와의 경기에서 라 리가 첫 골을 넣었다. 10월 26일, 네이마르는 캄프 누에서 열린 레알 마드리드와의 경기에서 선제골을 넣고 알렉시스 산체스의 결승골을 도왔다. 12월 11일, 네이마르는 셀틱과의 바르셀로나의 챔피언스 리그 H조 최종전에서 해트트릭을 기록하며 챔피언스리그 첫 해트트릭을 기록했다.

#### 2014-15 시즌

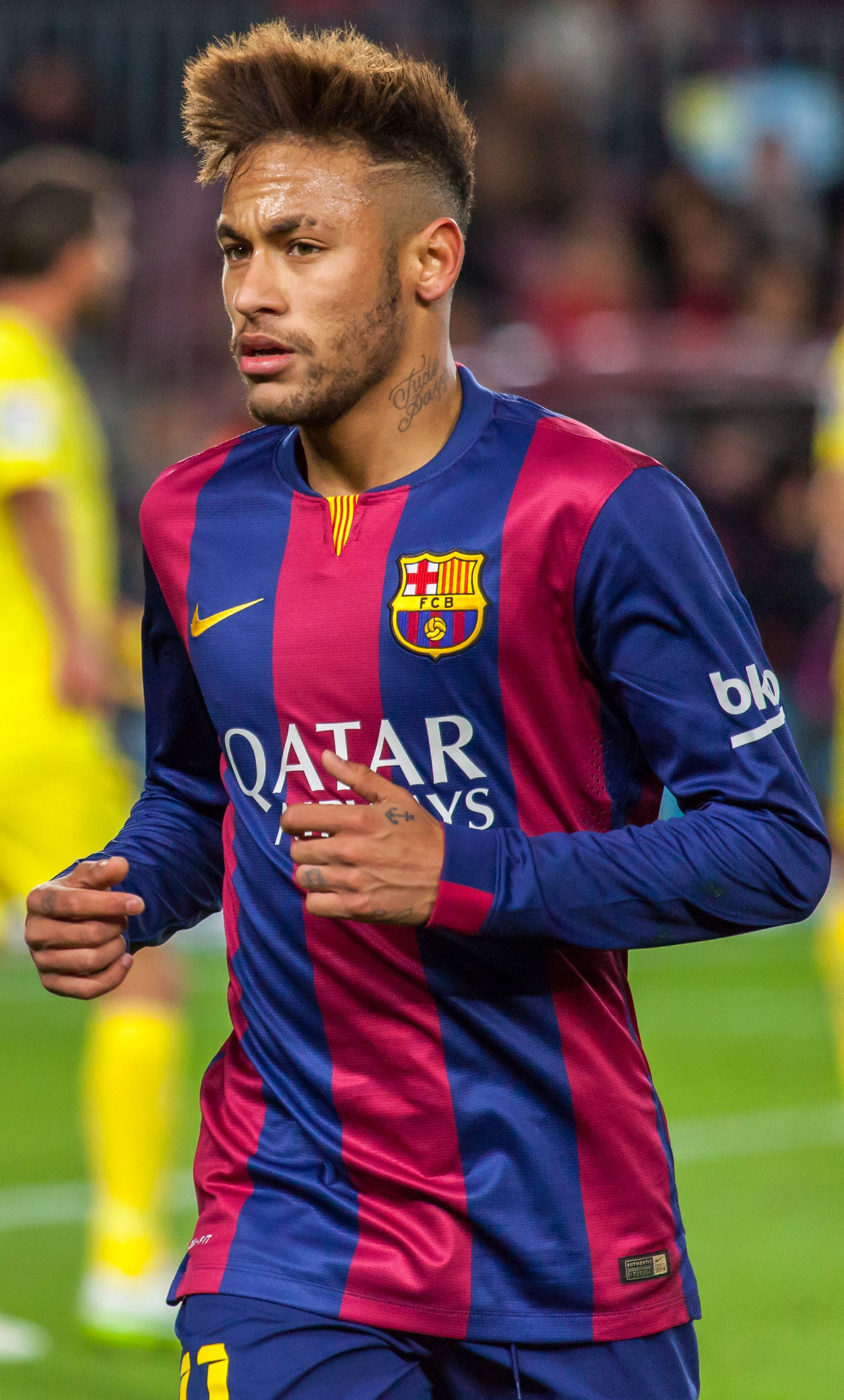
2015년 2월 1일 비야레알과의 경기에서의 네이마르

2014년 9월 13일, 교체 출전으로 경기에 들어선 네이마르는 2014-15 시즌 첫 두 골을 넣으며 바르셀로나가 아틀레틱 빌바오를 2-0으로 이기는 데 도움을 주었다. 9월 27일, 그는 그라나다와의 경기에서 해트트릭을 기록하며 6-0 승리를 거두었고, 이후 3번의 라 리가 경기에서 골을 넣었는데, 에스타디오 산티아고 베르나베우에서 열린 레알 마드리드와의 경기에서 선제골을 넣었지만 바르셀로나는 1-3으로 패했다.
2015년 1월 24일, 네이마르는 엘체와의 경기에서 두 골을 넣고 두 골을 도왔다. 1월 28일, 네이마르는 3-2로 이긴 아틀레티코 마드리드와의 8강전에서 시즌 20호 골을 넣었다. 3월 4일, 네이마르는 3-1로 이긴 비야레알과의 코파 델 레이 준결승전에서 두 골을 넣어 바르셀로나의 37번째 스페인 컵 결승 진출권을 따냈다. 4월 21일, 네이마르는 파리 생제르맹과의 챔피언스리그 8강전에서 2골을 넣어 시즌 30골을 기록했다.
시즌 마지막 달인 5월, 네이마르는 챔피언스리그 준결승 1차전에서 바이에른 뮌헨을 상대로 마지막 골을 넣어 팀의 3-0 승리를 이끌었다. 일주일 후, 네이머르는 알리안츠 아레나에서 열린 2차전 경기에서 두 골을 모두 넣으며, 바르셀로나가 2015 UEFA 챔피언스리그 결승전에 진출할 수 있었다. 그는 2-0으로 이긴 레알 소시에다드와의 리그 경기에서 헤딩슛으로 선제골을 넣었고, 그 결과, 바르사는 레알 마드리드를 상대로 2경기만을 남겨두고 승점 4점을 앞서게 되었다.

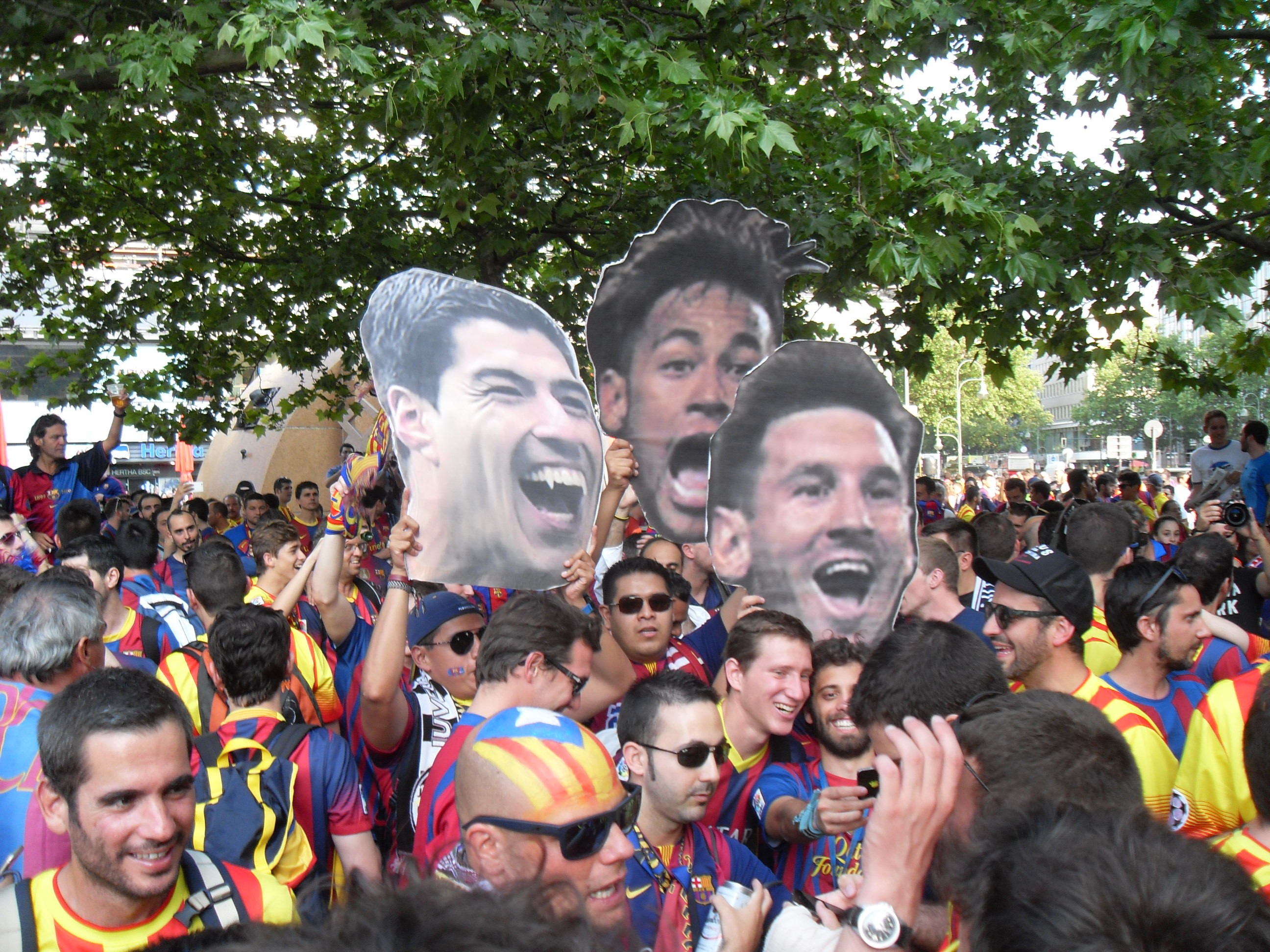
2015 UEFA 챔피언스리그 결승전에 앞서 바르셀로나 팬들이 공격 트리오 리오넬 메시, 루이스 알베르토 수아레스, 네이마르(MSN)의 사진을 들고 있다.

5월 17일 비센테 칼데론에서 아틀레티코 마드리드를 1-0으로 꺾고 리그 우승을 차지한 후, 바르셀로나는 2015년 5월 30일 캄프 누에서 열린 2015년 코파 델 레이 결승전에서 아틀레틱 빌바오를 상대로 3-1로 승리하고, 네이마르는 바르셀로나의 두 번째 골을 넣었다. 바르셀로나의 승리가 확실시 되는 가운데, 그는 경기 막바지에 공을 가지고 묘기를 부렸다. 그 묘기는 상대 안도니 이라올라는 네이마르의 행동이 비신사적이라고 이야기했다. 바르셀로나 감독 루이스 엔리케는 그러한 행동이 브라질에서는 불쾌한 행동이 아니므로 이해해야 한다고 주장했고, 네이마르는 사과하지 않았다.
2015년 6월 6일, 네이마르는 3-1로 이긴 유벤투스와의 유러피언 챔피언 클럽스 컵 결승전에서 바르셀로나의 세 번째 골을 넣으며, 팀의 5번째 유러피언컵 우승을 확정지었다. 이로써 바르셀로나는 스페인 리그, 스페인 컵, 유러피언 컵 3관왕을 두 번 차지한 최초의 클럽이 되었다. 네이마르는 축구 역사상 코파 리베르타도레스와 UEFA 챔피언스 리그를 모두 우승한 8번째 선수가 되었고, 두 대회에서 모두 최종 승리를 거둔 최초의 선수가 되었다. 네이마르는 모든 대회에서 39골, 챔피언스 리그에서 10골로 시즌을 마쳤고, 후반에는 크리스티아누 호날두, 팀 동료 리오넬 메시와 함께 공동 최다 득점자가 되었다. 그는 2006-07년 시즌 카카 이후 호날두와 메시를 제외하고 득점 순위 1위에 오른 최초의 선수였다. 리오넬 메시, 루이스 알베르토 수아레스, 네이마르로 불리는 바르셀로나의 공격 트리오는 스페인 축구 역사상 최고의 공격 트리오로 한 시즌 최다 골인 122골의 기록을 세웠다.

#### 2015-16 시즌
볼거리로 인해, 네이마르는 2015년 UEFA 슈퍼컵과 수페르코파 데 에스파냐 2015에 결장할 것으로 예상되었다. 10월 17일, 네이마르는 라 리가에서 열린 라요 바예카노와의 홈 경기에서 4골을 넣으며 시즌 총 8골을 기록했다. 11월 21일, 네이마르는 레알 마드리드와의 원정 경기에서 안드레스 이니에스타의 백힐 어시스트를 기록했다. 그는 11월 28일, 4-0으로 이긴 레알 소시에다드와의 안방 경기에서 2골을 넣어 라 리가 통산 12경기에서 14골을 기록했다. 11월 30일, 네이마르는 메시, 호날두와 함께 2015년 FIFA 발롱도르 후보 명단에 올랐고, 이후 3위에 올랐다. 2016년 5월 22일, 네이마르는 비센테 칼데론에서 열린 세비야와의 2-0으로 이긴 2016년 코파 델 레이 결승전 추가시간에 골을 넣었고, 바르셀로나는 이전 시즌 3관왕에 이어 2년 연속 구스페인 2관왕을 자축했다. 리오넬 메시, 루이스 알베르토 수아레스, 네이마르의 공격 3인방은 131골로 시즌을 마쳐, 그들이 한 시즌 공격 트리오 최다 골 기록을 갈아치웠다.

#### 2016-17 시즌
"1%의 가능성이 있는 한 우리는 99%의 믿음을 품을 것이다." 
2016-17 UEFA 챔피언스리그 16강전에서 바르셀로나가 파리 생제르맹을 상대로 6-1로 승리했을 때, 네이마르는 바르셀로나의 8강 진출에 엄청난 역할을 했다. 네이마르는 이 경기에서 최우수 선수로 선정되었다. 1차전에서 파리 생제르맹에 4-0으로 패한 것을 만회하고 8강으로 가기 위해서는 5점차 이상으로 승리 했어야 했다. 네이마르는 바르셀로나의 5점차 승리에 결정적인 역할을 했고, 네이마르의 복귀전은 챔피언스 리그 역사상 가장 큰 복귀전이 되었다.
2017년 4월 2일, 네이마르는 그라나다와의 경기에서 바르셀로나 통산 177번째 출전으로 100번째 골을 넣으며 4-1 승리를 이끌었다. 5월 27일, 네이마르는 마드리드의 비센테 칼데론에서 열린 2017년 코파 델 레이 결승전에서 알라베스를 상대로 105번째 골을 넣었다.

## 국가대표팀 경력
2012년 하계 올림픽에 출전해 은메달을 받는데 기여하고, 산투스 시절 및 런던 올림픽 무렵 유럽 클럽들의 러브콜을 수차례 받았으나, 그는 팀 계약이 끝나는 2014년까지는 팀에 머물고 싶다고 전했다. 그러나 2013-14 시즌에 최고 이적료 5,700만 유로에 스페인의 바르셀로나로 이적하였다. 2013년 자국에서 열린 FIFA 컨페더레이션스컵에서 골든볼을 수상했다.
2014년 브라질 FIFA 월드컵 개막전인 A조 1경기 크로아티아전에서는 전반 28분 중거리슛 골, 후반 26분 페널티킥 골로 브라질의 4 – 2 역전승에 일조하였으며, 조별 예선 3경기 카메룬전에서도 전반 17분 및 34분에 각각 득점하여 브라질의 4 – 1 대승에도 기여하였다. 16강 칠레와의 경기에서도 여러 위협적인 슛과 돌파를 보여주었으며, 승부차기의 5번째 키커로 나와 골을 성공시켰다. 8강 콜롬비아와의 경기에서 치아구 시우바의 선제골을 어시스트 하였으나, 2 – 1로 앞서고 있는 상황에서 콜롬비아 수비수 후안 카밀로 수니가에게 무릎으로 허리를 가격당해 전치 4주의 척추 부상을 당하고 말았다. 결국 네이마르의 척추 부상으로 인한 부재는 준결승 독일전 1 – 7 대패(미네이랑의 비극)라는 굴욕을 맛보았고, 네덜란드 축구 국가대표팀을 상대로 한 3위 결정전에서의 0 – 3 대패로 이어지고 말았다. 자국에서 열린 2016년 하계 올림픽에서는 독일과의 결승전에서 승부차기의 5번째 키커로 나서 성공시킴으로써 자국의 역사상 최초로 하계 올림픽 축구 금메달을 받는데 큰 기여를 하였다.

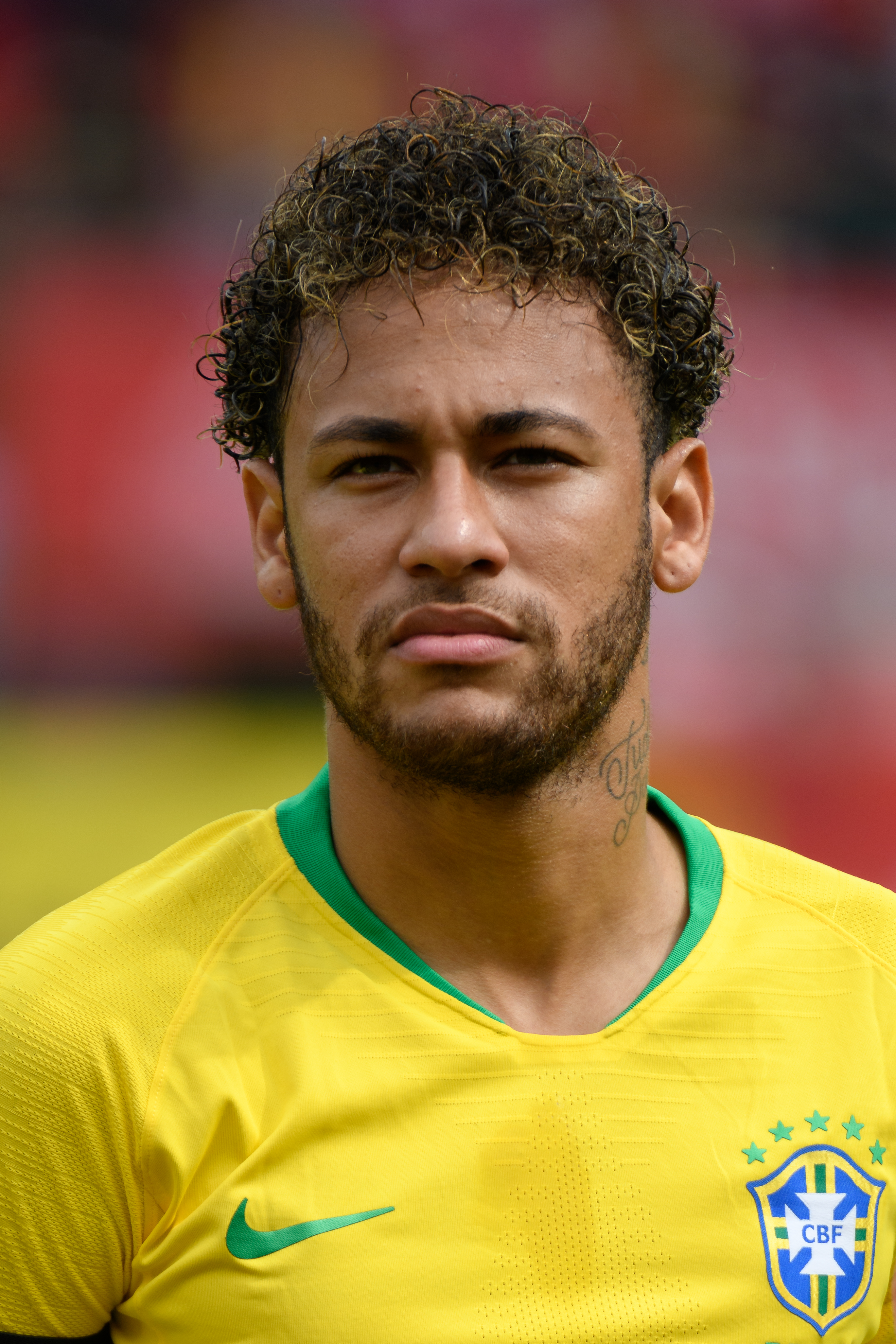
오스트리아와의 친선 경기 당시의 네이마르(2018년 6월 10일)

2018년 FIFA 월드컵에도 출전했지만, 벨기에와의 8강전에서 져서 팀은 4강에 가지 못하고 탈락했으며, 자국에서 열린 2021년 코파 아메리카에서는 팀을 결승으로 이끌었지만, 결승에서 리오넬 메시의 아르헨티나한테 0 - 1로 져서 준우승에 그쳤다. 2022년 FIFA 월드컵에 출전했다. 대한민국과 16강전에서 패널티킥으로 2번째 골을 넣어 팀에 4 - 1 대승을 거두었다. 네이마르는 브라질 축구 국가대표팀 통산 78번째 골을 넣어, 펠레와 동률이 됐다. 하지만 크로아티아와의 8강전에서 승부차기 끝에 지며 또 다시 8강에서 탈락했다. 2026년 FIFA 월드컵 남미 예선에서 첫 경기 볼리비아와 경기서 골을 넣었고, 팀은 5 - 1로 대승했고, 펠레를 넘어 브라질 축구 국가대표팀의 단독 최다 득점자가 되었다.

## 플레이 스타일
골 결정력과 빠른 스피드, 폭발적인 드리블 능력이 뛰어나다. 특히 상대 수비수를 따돌리는 현란한 발놀림과 개인기는 전세계 관중들을 놀라게 할 만큼 수준 높지만 상대적으로 왜소한 체형과 약한 몸싸움이 약점이라고 할 수 있다.

## 기타
- 세간에서는 펠레와 호나우두의 뒤를 이을 브라질 최고의 스트라이커 유망주로 알려져 있다.
- 리오넬 메시와 매우 친분이 깊다. 네이마르가 바르셀로나로 이적했을 때에도 가장 기뻐한 사람이 메시였다. 자신과 치아구 시우바의 결장으로 준결승에서 독일에게 최악의 경기 결과로 팀이 대패를 당하자 결승전에 대해서는 리오넬 메시가 소속된 아르헨티나를 응원하겠다고 밝혔다.
- 2014년 7월 5일, 2014 브라질 월드컵에서 브라질과 콜롬비아의 8강전 경기에서 콜롬비아의 수비수 후안 카밀로 수니가에 의한 충돌로 쓰러져 척추가 골절되었다. 하지만 천만 다행히도 단 2cm 차이로 네이마르는 전신 불구가 되는 것을 모면했다. 네이마르가 다친 부위에서 정확히 2cm 윗부분을 다쳤을 경우 네이마르는 평생 휠체어를 타고 다녀야 했기 때문이다. 이에 대해 네이마르는 하늘에 진심으로 크게 감사한다고 밝혔다.
- 2014년 7월 10일에 나온 언론 보도에 따르면 부상을 당했던 네이마르는 일단 걸어다닐 수는 있지만 경기에는 출전할 수 없는 상태였다고 한다.
- 2014년 8월에 빠르게 회복하여 9월 브라질 축구 국가대표팀의 주장으로 선임되었다.
- 2014년 9월 6일, A매치 평가전인 콜롬비아전 경기에서 지난 2014년 브라질 월드컵 8강전 때 척추 부상을 일으켰던 수니가가 경기 후 사과의 뜻을 밝혔고, 네이마르는 이를 받아들여 서로 손을 맞잡았다. 이 경기에서는 후반 37분에 나온 네이마르의 결승골로 브라질이 1 – 0으로 승리하였다.
- 그의 종교는 개신교이다.
- 2015년 6월 18일, 2015년 코파 아메리카 콜롬비아와의 경기에서 0 – 1로 진 후 파블로 아르메로를 향해 볼을 걷어찼고, 헤이손 무리요에게 박치기를 시도하여 퇴장을 당하였다. 이에 코파 아메리카 조직위원회는 네이마르에게 베네수엘라전 출장 정지와 동시에 잔여경기 출장 정지를 내리면서 2015년 코파 아메리카에서 퇴출되었다.

## 출전 통계
| 구단          | 시즌        | 리그 | 리그 | 주립 리그 | 주립 리그 | 컵   | 컵   | 대륙 | 대륙 | 기타 | 기타 | 합계 | 합계 |
| 구단          | 시즌        | 출전 | 득점 | 출전      | 득점      | 출전 | 득점 | 출전 | 득점 | 출전 | 득점 | 출전 | 득점 |
| ------------- | ----------- | ---- | ---- | --------- | --------- | ---- | ---- | ---- | ---- | ---- | ---- | ---- | ---- |
| 산투스        | 2009        | 33   | 10   | 12        | 3         | 3    | 1    |      |      |      |      | 48   | 14   |
| 산투스        | 2010        | 31   | 17   | 19        | 14        | 8    | 11   | 2    | 0    |      |      | 60   | 42   |
| 산투스        | 2011        | 21   | 13   | 11        | 4         |      |      | 13   | 6    | 2    | 1    | 47   | 24   |
| 산투스        | 2012        | 17   | 14   | 16        | 20        |      |      | 12   | 8    | 2    | 1    | 47   | 43   |
| 산투스        | 2013        | 1    | 0    | 18        | 12        | 4    | 1    |      |      |      |      | 23   | 13   |
| 산투스        | 소계        | 103  | 54   | 76        | 53        | 15   | 13   | 27   | 14   | 4    | 2    | 225  | 136  |
| 바르셀로나    | 2013-14     | 26   | 9    |           |           | 3    | 1    | 10   | 4    | 2    | 1    | 41   | 15   |
| 바르셀로나    | 2014-15     | 33   | 22   |           |           | 6    | 7    | 12   | 10   |      |      | 51   | 39   |
| 바르셀로나    | 2015-16     | 34   | 24   |           |           | 5    | 4    | 9    | 3    | 1    | 0    | 49   | 31   |
| 바르셀로나    | 2016-17     | 30   | 13   |           |           | 6    | 3    | 9    | 4    |      |      | 45   | 20   |
| 바르셀로나    | 소계        | 123  | 68   |           |           | 20   | 15   | 40   | 21   | 3    | 1    | 186  | 105  |
| 파리 생제르맹 | 2017-18     | 20   | 19   | 2         | 1         | 1    | 2    | 7    | 6    |      |      | 30   | 28   |
| 파리 생제르맹 | 2018-19     | 17   | 15   | 1         | 1         | 3    | 2    | 6    | 5    | 1    | 0    | 28   | 23   |
| 파리 생제르맹 | 2019-20     | 15   | 13   | 3         | 1         | 2    | 2    | 7    | 3    |      |      | 27   | 19   |
| 파리 생제르맹 | 2020-21     | 18   | 9    |           |           | 3    | 1    | 9    | 6    | 1    | 1    | 31   | 17   |
| 파리 생제르맹 | 2021-22     | 22   | 13   |           |           |      |      | 6    | 0    |      |      | 28   | 13   |
| 파리 생제르맹 | 2022-23     | 20   | 13   |           |           | 2    | 1    | 6    | 2    | 1    | 2    | 29   | 18   |
| 파리 생제르맹 | 소계        | 112  | 82   | 6         | 3         | 11   | 8    | 41   | 22   | 3    | 3    | 173  | 118  |
| 알 힐랄       | 2023-24     | 3    | 0    |           |           |      |      | 2    | 1    |      |      | 5    | 1    |
| 알 힐랄       | 2024-25     |      |      |           |           |      |      | 2    | 0    |      |      | 2    | 0    |
| 알 힐랄       | 소계        | 3    | 0    |           |           |      |      | 4    | 1    |      |      | 7    | 1    |
| 산투스        | 2025        | 8    | 1    | 7         | 3         | 1    | 0    |      |      |      |      | 16   | 4    |
| 커리어 합계   | 커리어 합계 | 349  | 205  | 83        | 57        | 53   | 39   | 112  | 58   | 10   | 6    | 607  | 364  |

## 경력 통계

### 국가대표팀 기록

#### 국가대표팀 주요 국제대회 참가 기록
- 2011년 CONMEBOL 청소년 축구 선수권 대회 국가대표
- 2011년 코파 아메리카 국가대표
- 2012년 하계 올림픽 남자 축구 국가대표
- 2013년 FIFA 컨페더레이션스컵 국가대표
- 2014년 FIFA 월드컵 국가대표
- 2015년 코파 아메리카 국가대표
- 2016년 하계 올림픽 남자 축구 국가대표
- 2018년 FIFA 월드컵 국가대표
- 2021년 코파 아메리카 국가대표
- 2022년 FIFA 월드컵 국가대표

## 수상 내역

#### 산투스
- 캄페오나투 파울리스타 우승: 2010, 2011, 2012
- 코파 두 브라지우 우승: 2010
- 코파 리베르타도레스 우승: 2011
- 레코파 수다메리카나 우승: 2012

#### 바르셀로나
- 프리메라리가: 우승 (2014-15, 2015-16)
- 코파 델 레이: 우승 (2014-15, 2015-16, 2016-17)
- 수페르코파 데 에스파냐: 우승 (2013)
- UEFA 챔피언스리그: 우승 (2014-15)
- FIFA 클럽 월드컵: 우승 (2015)
- UEFA 슈퍼컵: 우승 (2015)

#### 파리 생제르맹
- 리그 1: 우승 (2017-18, 2018-19, 2019-20, 2021-22, 2022-23)
- 쿠프 드 프랑스: 우승 (2017–18, 2019–20, 2020–21)
- 쿠프 드 라 리그: 우승 (2017–18, 2019–20)
- 트로페 데 샹피옹: 우승 (2018, 2020, 2022)
- UEFA 챔피언스리그: 준우승 (2019-20)

#### 브라질
- 남미 청소년 축구 선수권 대회: 우승 (2011)
- 하계 올림픽 남자 축구: 금메달 (2016), 은메달 (2012)
- FIFA 컨페더레이션스컵: 우승 (2013)
- FIFA 월드컵: 4위 (2014)
- 코파 아메리카 : 준우승 (2021)

### 개인

#### 클럽
- 캄페오나투 브라질레이루 세리이 A 최우수 선수: 2011
- 캄페오나투 브라질레이루 세리이 A 최우수 공격수: 2010, 2011, 2012
- 캄페오나투 브라질레이루 세리이 A 올해의 팀 : 2010, 2011, 2012
- 캄페오나투 파울리스타 베스트 영플레이어상: 2009
- 캄페오나투 파울리스타 최우수 선수: 2010, 2011, 2012, 2013
- 캄페오나투 파울리스타 최우수 공격수: 2010, 2011, 2012, 2013
- 캄페오나투 파울리스타 득점왕 : 2012
- 코파 두 브라질 득점왕: 2010
- 코파 리베르타도레스 득점왕: 2012
- 코파 리베르타도레스 최우수 선수 : 2011
- 레코파 수다메리카나 최우수 선수: 2012
- 남아메리카 올해의 선수: 2011, 2012
- FIFA 올해의 영플레이어상: 2011
- FIFA 푸슈카시상: 2011
- FIFA 클럽 월드컵: 브론즈볼 (2011)
- FIFA 클럽 월드컵 도움왕 : 2015
- UEFA 올해의 팀: 2015, 2020
- FIFA/FIFPro 월드 베스트 XI: 2015, 2017
- FIFA 발롱도르: 3위 (2015,2017)
- 국왕컵 득점왕 : 2014-15
- UEFA 챔피언스리그 득점왕 : 2014-15
- UEFA 챔피언스리그 도움왕 : 2015-16, 2016-17
- UEFA 챔피언스리그 시즌 스쿼드 : 2014-15, 2019-20, 2020-21
- ESM 올해의 팀 : 2017-18
- 라리가 최우수 월드 플레이어 : 2014-15
- 라리가 이 달의 선수 : 15년 11월
- 리그 1 올해의 선수 : 2017-18
- 리그 1 올해의 팀 : 2017–18, 2018–19, 2020–21
- 리그 1 이 달의 선수 : 20년 1월, 22년 8월
- 삼바 골드 : 2014, 2015, 2017, 2020, 2021
- 월드사커 올해의 영플레이어 : 2011
- 볼라 지 오우루 : 2011
- 볼라 지 프라타 : 2010, 2011

#### 국가대표
- CONMEBOL 청소년 축구 선수권 대회 최우수 선수: 2011
- CONMEBOL 청소년 축구 선수권 대회 득점왕: 2011
- FIFA 컨페더레이션스컵: 골든볼 (2013), 브론즈슈 (2013), 베스트 11 (2013)
- FIFA 월드컵: 브론즈 부트, 드림팀 (이상 2014)
- 코파 아메리카 대회 베스트 : 2021
- 2013년 FIFA 컨페더레이션스컵 MoM : vs. 일본, vs. 멕시코, vs. 이탈리아 (이상 조별리그), vs. 스페인 (결승전)
- 2014년 FIFA 월드컵 MoM : vs. 크로아티아, vs. 카메룬 (이상 조별리그)
- 2015년 코파 아메리카 MoM : vs. 페루 (조별리그)
- 2018년 FIFA 월드컵 MoM : vs. 멕시코 (16강전)
- 2021년 코파 아메리카 MoM : vs. 페루 (조별리그), 칠레 (8강전), 페루 (4강전)
- 2022년 FIFA 월드컵 MoM : vs. 대한민국 (16강)

#### 발롱도르
- 2011 - 10
- 2012 - 13
- 2013 - 5
- 2014 - 7
- 2015 - 3
- 2016 - 5
- 2017 - 3
- 2018 - 12
- 2021 - 16

## 같이 보기
- A매치 100경기 이상 출전한 축구 선수 명단